# Синезубов, Николай Васильевич
Николай Васильевич Синезубов (20 сентября 1891, Москва — 1956, Париж) — российский и советский художник, график и иллюстратор; во многих картинах художника заметен уклон в сторону русского сезаннизма, примитивизма и экспрессионизма. Член творческого объединения «Маковец».

## Биография
Николай Синезубов родился 20 сентября 1891 года в городе Москве. С детства проявил способности к рисованию, поэтому в 1912 году поступил в Московское училище живописи, ваяния и зодчества. В 1917 году он покинул МУЖВЗ, так и не завершив курс обучения, что, возможно, было связано с октябрьским переворотом, и начал работать самостоятельно.
В 1919 году художник получил свой первый крупный заказ: ему было поручено оформить титульную страницу российского журнала пролетарской культуры «Создание», издававшегося по заказу Министерства печати; в том же году он встал во главе художественной мастерской московского «Пролеткульта».
В 1920 году Николай Васильевич Синезубов трудился в Институте художественной культуры (Инхук) и в том же году принял участие в «Выставке четырёх» (вместе с В. В. Кандинским, А. М. Родченко и В. Ф. Степановой).
С 1922 по 1923 год художник находился в городе Берлине. В 1922 году на Первой русской художественной выставке в немецкой столице были представлены его полотна «Пенза», «Парикмахерская», «Сборщик налогов» и медная гравюра «Фарисей и женщина». В марте 1928 года в «Доме Герцена» в Москве открылась персональная выставка картин и рисунков Синезубова, выполненных за последние четыре года.
В самом конце 1930-х годов Николай Васильевич Синезубов эмигрировал в Германию, а затем переехал в Париж, где и прожил вплоть до самой кончины в 1956 году. Художник был похоронен на кладбище в Иври-сюр-Сен.